# Кочегарова
Кочега́рова (рос. Кочегарова) — присілок у складі Юргамиського району Курганської області, Росія. Входить до складу Вилкинської сільської ради.
Населення — 39 осіб (2010, 70 у 2002).